# デクリオ
デクリオ（羅：decurio）とは、ローマ軍における階級。同じ名前ではあるが、歩兵と騎兵とで統括する範囲が異なる。
- 歩兵：軍団兵での最小集団であるコントゥベルニウム（軍団兵8人）を統括する。この8人は同じテントを共有するためのもので、デクリオンが非戦闘時の生活などの指揮を行なった。
- 騎兵：アウクシリア（支援軍）の騎兵部隊を統括する騎兵隊長の事。1つのアラ（羅：ala、アウクシリア内での大隊の総称）に4人のデクリオが存在、120名の騎兵を指揮した。